# 博倫達 (加利福尼亞州)
博倫達（英語：Boronda）是位於美國加利福尼亞州蒙特雷縣的一個人口普查指定地區。

## 地理
博倫達的座標為36°41′56″N 121°40′30″W / 36.69889°N 121.67500°W，而該地最高點為海拔高度19米（即62英尺）。

## 人口
根據2010年美國人口普查的數據，博倫達的面積為1.43平方千米，均為陸地。當地共有人口1710人，而人口密度為每平方千米1,195人。